# Sebastián Iribarne
Sebastián Rodrigo Iribarne (Buenos Aires, 25 gennaio 1987) è un giocatore di calcio a 5 argentino, di ruolo laterale.

## Carriera
Nel 2006 fa parte della Selezione Argentina che arriva seconda al Campionato Sudamericano Under-20 di calcio a 5.

## Palmarès

### Competizioni giovanili
- Campionato italiano Under-21: 1

Napoli: 2008-2009